# Matt Ellison
Matt Ellison (ur. 8 grudnia 1983 w Duncan, Kolumbia Brytyjska) – kanadyjski hokeista.
Jego ojciec Gilles Meloche (ur. 1950) także był hokeistą.

## Kariera
- Kerry Park Islanders (1998-1999)
- Cowichan Valley Capitals (1999-2002)
- Red Deer Rebels (2002-2003)
- Norfolk Admirals (2003-2005)
- Chicago Blackhawks (2003-2004, 2005)
- Philadelphia Flyers (2005, 2006)
  -  Philadelphia Phantoms (2005-2007)
- Dinamo Ryga (2008-2009)
- HK MWD Bałaszycha (2009-2010)
- Torpedo Niżny Nowogród (2010-2013)
- EHC Biel (2013)
- KHL Medveščak Zagrzeb (2013-2014)
- Dynama Mińsk (2014-2017)
- Mietałłurg Magnitogorsk (2017-2019)

Od końca maja 2010 zawodnik Torpedo Niżny Nowogród. W kwietniu 2011 przedłużył umowę z klubem o dwa lata. Po jej upływie w kwietniu 2013 klub nie zaproponował mu nowej umowy. Do tego czasu Ellison występował we wszystkich pięciu pierwszych sezonach rozgrywek KHL. W czerwcu 2013 został zawodnikiem EHC Biel. W jego barwach rozegrał siedem meczów w sezonie National League A (2013/2014), po czym na początku października 2013 został zawodnikiem chorwackiego klubu KHL Medveščak Zagrzeb. Cała trójka rozegrała wspólnie sezon KHL (2013/2014). Od maja 2014 zawodnik białoruskiego klubu Dynama Mińsk, związany dwuletnim kontraktem (wraz z nim ponownie Linglet i Vesce). Był zawodnikiem Dynama do maja 2017. Od czerwca 2017 w klubie Mietałłurg Magnitogorsk, związany dwuletnim kontraktem.

## Sukcesy

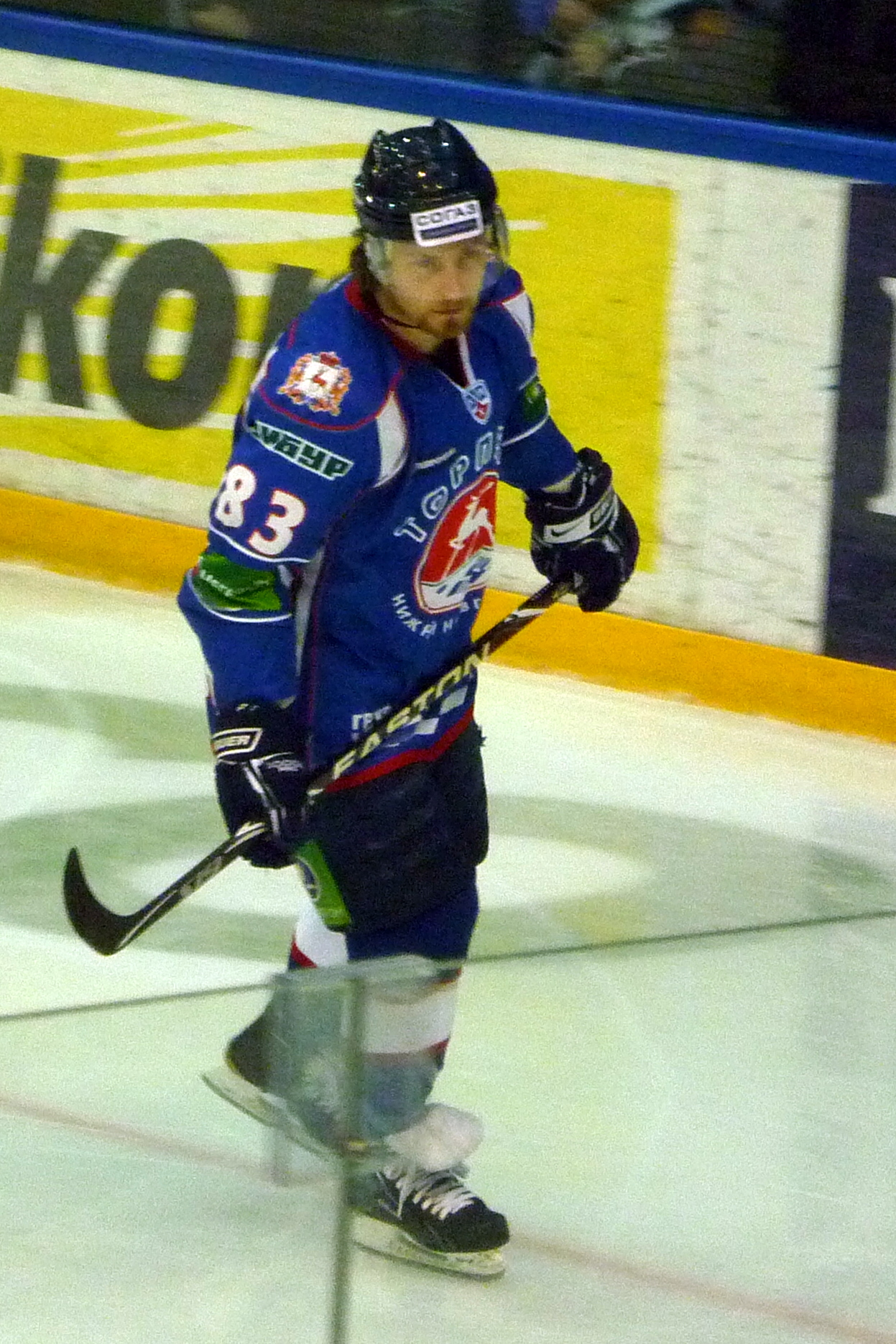
Matt Ellison w barwach Torpedo (2010)

Klubowe
- Srebrny medal mistrzostw Rosji / KHL: 2010 z MWD
- Puchar Spenglera: 2015 z Team Canada

Indywidualne
- Sezon WHL / CHL 2002/2003:
  - CHL All-Rookie Team
  - Najlepszy pierwszoroczniak sezonu CHL
  - Pierwsze miejsce w klasyfikacji strzelców wśród pierwszoroczniaków: 40 goli
  - Pierwsze miejsce w klasyfikacji asystentów wśród pierwszoroczniaków: 56 asyst
  - Pierwsze miejsce w klasyfikacji kanadyjskiej wśród pierwszoroczniaków: 96 punktów
  - Jim Piggott Memorial Trophy - nagroda dla najlepszego debiutanta WHL
- Sezon KHL (2010/2011):
  - Nagroda Najlepsza Trójka dla tercetu najskuteczniejszych strzelców ligi (oraz Charles Linglet i Ryan Vesce) - łącznie 58 goli
- Sezon KHL (2015/2016):
  - Trzecie miejsce w klasyfikacji strzelców w sezonie zasadniczym: 26 goli